# Il boom
Il boom è un film del 1963 diretto da Vittorio De Sica e scritto da Cesare Zavattini, con protagonista Alberto Sordi.

## Trama
Giovanni Alberti, aspirante palazzinaro negli anni del boom economico, è fortemente indebitato a causa del suo elevato tenore di vita, che si sforza di mantenere a tutti i costi per soddisfare la bella e frivola moglie Silvia. Dopo che, impossibilitato a restituire un prestito, ha chiesto aiuto finanziario a parenti e presunti amici ricevendo solo rifiuti, inaspettatamente la moglie del ricco costruttore Carlo Bausetti gli propone per una grossa cifra di vendere un occhio al marito, che ne ha perso uno in un incidente. 
Nel frattempo si diffonde la notizia della sua rovina finanziaria e Silvia, sentendosi tradita e vedendosi costretta a rinunciare all'agiatezza, torna alla casa paterna con il figlio di due anni. Giovanni, disperato, finisce per accettare la proposta dei Bausetti, fissando l'operazione per la settimana successiva. Sanata la propria posizione finanziaria con il congruo anticipo ricevuto, riconquista la fiducia di Silvia e organizza un ricevimento per vendicarsi dei conoscenti che l'avevano umiliato.
Giunge il momento del ricovero, ma poco prima dell'operazione Giovanni scappa via, e solo l'intervento della Bausetti e dell'equipe medica lo convincono a rispettare l'accordo e a riavviarsi, rassegnato, verso la clinica.

## Luoghi del film
- Giovanni e Silvia abitano in un lussuoso appartamento a un piano alto dell'EUR, uno dei quartieri più signorili di Roma; dalla terrazza appare in primo piano il palazzo ENI, e si ha un panorama dell'intero quartiere (la villa, situata tra viale dell'Arte e via del Poggio Laurentino, fu demolita per problemi statici a causa del raddoppio del tratto finale della linea B della metropolitana e sostituita da un edificio per uffici).
- Gli esterni della fuga di Alberto Sordi dalla clinica furono girati sempre all'EUR, a Viale dell'Oceano Atlantico, vicino all'incrocio con Via Laurentina.
- Il padre di Silvia abita in piazza Mincio, nel quartiere Coppedè, altra zona residenziale tipicamente alto-borghese.
- In una scena della prima parte del film i personaggi si trovano a villa Borghese per assistere al Concorso ippico internazionale "Piazza di Siena".
- La Fides, agenzia dei prestiti, si affaccia sulla Basilica di Santa Maria Maggiore.
- La scena della partita a tennis è stata girata nel circolo Tennis Club Parioli